# Cardioglossa escalerae
Pour les articles homonymes, voir Escalera.
Espèce
Statut de conservation UICN

 LC  : Préoccupation mineure
Cardioglossa escalerae est une espèce d'amphibiens de la famille des Arthroleptidae.

## Répartition
Cette espèce se rencontre dans le Sud du Cameroun, en Guinée équatoriale, dans le sud de la Centrafrique et dans le Nord du Congo-Kinshasa.
Sa présence est incertaine au Gabon et au Congo-Brazzaville.

## Étymologie
Cette espèce est nommée en l'honneur de Manuel Martínez de la Escalera y Pérez de Rozas (1867-1949).

## Publication originale
- Boulenger, 1903 : Batraciens de la Guinée espagnole. Memorias de la Real Sociedad Española de Historia Natural,  vol. 1, p. 61-64 (texte intégral).

## Philatélie
En 1978, la République unie du Cameroun émet un timbre de 50 F dédié à l'espèce Cardioglossa escalerae.